# Avena saxatilis
Avena saxatilis är en gräsart som först beskrevs av Michele Lojacono-Pojero, och fick sitt nu gällande namn av Rocha Afonso. Avena saxatilis ingår i släktet havren, och familjen gräs. Inga underarter finns listade i Catalogue of Life.